# Villa Insurgentes
Villa Insurgentes, más conocido como El Calabazal es una localidad en el municipio de Sombrerete en el estado mexicano de Zacatecas. Hay 1,480 habitantes y está a 2150 metros de altitud.
El área alrededor de Villa Insurgentes con una población pequeña, con 16 personas por kilómetro cuadrado. La ciudad más grande es Vicente Guerrero 14.5 km al oeste de Villa Insurgentes.
Agua potable
Villa Insurgentes El Calabazal cuenta con 413 tomas de agua potable para consumo humano y necesidades personales.

## Historia
El Calabazal se fundó en el entre el año 1555 - 1595 por un grupo de realistas guiados por Juan de Salas y Bernardino de Salas en una época muy importante para este estado de la república mexicana pero no se sabe si ellos fueron hermanos o parientes. 
Cargando la imagen de San José, degadon a la comunidad los cristelos quien fundaron la iglesia entre los año 1801 - 1818 que fue hecha de piedra y su techo de tierra lo cual se sostenía con madera hecha con sus propias manos construidos de pinos que cortaban del cerro. Además crearon el primer panteón en el municipio de Sombrerete, el cual se llenaba rápidamente por lo que sacaban los cuerpos con cierto tiempo enterrados para meter nuevos. Al año de 1975 el ex arzobispo de Durango mons. Antonio López Aviña  decidió hacer más grande la parroquia San José del Calabazal que era muy pequeña, pero para no destruir la antigua parroquia, él la hizo al frente de la ya existente. No sólo cuenta con su parroquia, también con una antigua cruz en la cima de cerro que fue colocada en el año de 1940, la cual se nombró De la Santa Cruz Misionera porque la bendijo un sacerdote misionero que llegó al pueblo, siendo su festejo el día 22 de mayo con su tradicional danza, mañanitas y reliquia en el barrio Parras. En el año 1972 se hizo otra santa cruz en el barrio de La Laguna, la cual se festeja el día 2 de mayo por todos los albañiles de la comunidad con danza, baile, pólvora, reliquia, misa, y su rosario. 

### Cultura y fiestas
Cada año se hace una fiesta patronal en honor a San José  dando inicio el día 10 de marzo y finalizando el día 22 de marzo. Se inicia con la peregrinación por nueve días con carros alegóricos, danza, rosario y misa. El día 17 de marzo se hace la coronación de la reina, charreada y coleadero. El día 19 se hacen las mañanitas además de que hay danza, misa, rosario, baile, coleaderos, cabalgatas, pólvora, reliquia, juegos mecánicos y puestos de vendimia. En Semana Santa se realiza un tradicional  viacrucis  desde la Parroquia San José del Calabazal hasta la Santa Cruz Misionera donde es crucificado Jesús de Nazaret. En el pueblo y las comunidades vecinas que lo componen anda una imagen de Santo Niño de Atocha creada en la localidad de Villa Insurgentes desde el 19 de marzo de 1993. casa por casa los 365 días del año donde se de hace un rosario y a las personas se les da reliquia. Al acercarse las fiestas en la ciudad de Plateros, Fresnillo,  las personas acuden con la misma imagen que anda por las casas al  Santuario de Plateros que es un santuario católico de México donde se venera la pequeña imagen del Santo Niño de Atocha. Plateros se encuentra a 5 km de Fresnillo, Zacatecas, solo separado por la autopista México-Ciudad Juárez.

### Cristo rey
El 20 de septiembre de 1961 se construye por el primer sacerdote dado por la comunidad llamado Aurelio Salas Serrano,  hijo de un defensor de la fe,  Don Lauro Salas Orozco, este festejo se hace desde la fecha ya mencionada año con año donde la gente de la comunidad celebra subiendo al cerro, ofreciendo misa, música y cohetes. Por el año de 1952 se le cambió el nombre a la comunidad a 'Villa Insurgentes', que es con el que cuenta actualmente.

### Panteón (Viejo)
Es el panteón más antiguo de Villa Insurgentes según las tumbas la más antigua es de María de los Ángeles Ibarra de Saucedo que murió en 8 de diciembre de 1910. Aunque no puede ser más antigua ya que sacaban a los muertos para meter nuevos cuerpos.

### Inauguración de las letras de "VILLA INSURGENTES"
El día 23 de marzo de 2020 Fue la inauguración de las letras en la glorieta ubicada entre las calles Constitución, Negrete y Cristóbal Colón, siendo así la primera comunidad en el municipio de Sombreretes en tener sus letras conmemorativas de bienvenida "VILLA INSURGENTES"

### Biblioteca
Fue inaugurada la Biblioteca Profesor Humberto Serrano Ibarra el 3 de enero del 2015 en la comunidad Villa Insurgentes, en honor a quien se ha dedicado a formar educadores durante un largo tiempo.
El proyecto fue iniciado durante la administración anterior y fue concluido por el actual ayuntamiento, a cargo de Juan Pablo Castañeda Lizardo; en él se ejerció una inversión de casi 3 millones de pesos a través del Programa 3×1.
Con la colaboración de los gobiernos municipal, estatal y federal, así como de los clubes migrantes, el ayuntamiento realizó una aportación extra de 166 mil 600 pesos para el término total de esa obra de infraestructura, que beneficiará a Villa Insurgentes como a las comunidades aledañas.
La biblioteca recibió 15 equipos de cómputo, 10 donados por el Municipio y cinco por los clubes migrantes, con los que se facilitarán las tareas de los usuarios.
En la entrega de la obra estuvieron Trinidad Hidalgo Buenrostro, en representación del alcalde; el director de Desarrollo Social, Miguel Valadez Delgado; Daniel Solís Ibarra, expresidente municipal; entre otros funcionarios de la actual administración; el evento fue amenizado por música, bailables y edecanes de los clubes migrantes.

## Iglesia católica
Hasta el 2016 el porcentaje de católicos en la comunidad llega a 75% de la población. Villa Insurgentes es la sede de la diócesis católica. La primera iglesia de Villa Insurgentes es la Parroquia San José del Calabazal 14.Iglesia De Durango que se localizado en la Avenida. Moleros No.1 Zona Centro a una cuadras del panteón viejo.

### Otras religiones
Bautistas 5%, judaísmo 2%, budistas 3%, testigos de Jehová 5%, satánica 5%, sin creencias 3% otras 2%.

## Clima
El clima es fresco la mayor parte del año. 
| Parámetros climáticos promedio de Villa Insurgentes (1951–2010)    | Parámetros climáticos promedio de Villa Insurgentes (1951–2010) | Parámetros climáticos promedio de Villa Insurgentes (1951–2010) | Parámetros climáticos promedio de Villa Insurgentes (1951–2010) | Parámetros climáticos promedio de Villa Insurgentes (1951–2010) | Parámetros climáticos promedio de Villa Insurgentes (1951–2010) | Parámetros climáticos promedio de Villa Insurgentes (1951–2010) | Parámetros climáticos promedio de Villa Insurgentes (1951–2010) | Parámetros climáticos promedio de Villa Insurgentes (1951–2010) | Parámetros climáticos promedio de Villa Insurgentes (1951–2010) | Parámetros climáticos promedio de Villa Insurgentes (1951–2010) | Parámetros climáticos promedio de Villa Insurgentes (1951–2010) | Parámetros climáticos promedio de Villa Insurgentes (1951–2010) | Parámetros climáticos promedio de Villa Insurgentes (1951–2010) |
| Mes                                                                | Ene.                                                            | Feb.                                                            | Mar.                                                            | Abr.                                                            | May.                                                            | Jun.                                                            | Jul.                                                            | Ago.                                                            | Sep.                                                            | Oct.                                                            | Nov.                                                            | Dic.                                                            | Anual                                                           |
| ------------------------------------------------------------------ | --------------------------------------------------------------- | --------------------------------------------------------------- | --------------------------------------------------------------- | --------------------------------------------------------------- | --------------------------------------------------------------- | --------------------------------------------------------------- | --------------------------------------------------------------- | --------------------------------------------------------------- | --------------------------------------------------------------- | --------------------------------------------------------------- | --------------------------------------------------------------- | --------------------------------------------------------------- | --------------------------------------------------------------- |
| Temp. máx. abs. (°C)                                               | 29.0                                                            | 32.0                                                            | 33.0                                                            | 36.0                                                            | 37.0                                                            | 37.5                                                            | 38.0                                                            | 37.8                                                            | 34.0                                                            | 34.0                                                            | 31.0                                                            | 29.0                                                            | 38.0                                                            |
| Temp. máx. media (°C)                                              | 19.6                                                            | 21.4                                                            | 24.4                                                            | 27.1                                                            | 29.3                                                            | 28.5                                                            | 25.8                                                            | 25.2                                                            | 24.2                                                            | 23.7                                                            | 22.5                                                            | 19.8                                                            | 24.3                                                            |
| Temp. media (°C)                                                   | 11.5                                                            | 12.8                                                            | 15.4                                                            | 18.1                                                            | 20.4                                                            | 20.8                                                            | 19.2                                                            | 18.9                                                            | 18.0                                                            | 16.4                                                            | 14.3                                                            | 12.0                                                            | 16.5                                                            |
| Temp. mín. media (°C)                                              | 3.3                                                             | 4.2                                                             | 6.3                                                             | 9.0                                                             | 11.6                                                            | 13.1                                                            | 12.7                                                            | 12.5                                                            | 11.8                                                            | 9.2                                                             | 6.0                                                             | 4.2                                                             | 8.7                                                             |
| Temp. mín. abs. (°C)                                               | -9.5                                                            | -8.3                                                            | -6.5                                                            | -4.5                                                            | 2.3                                                             | 2.0                                                             | 7.0                                                             | 2.5                                                             | 1.5                                                             | -2.3                                                            | -5.0                                                            | -14.4                                                           | -14.4                                                           |
| Precipitación total (mm)                                           | 14.1                                                            | 24.3                                                            | 5.5                                                             | 4.9                                                             | 15.7                                                            | 73.6                                                            | 117.5                                                           | 122.6                                                           | 100.9                                                           | 43.7                                                            | 14.6                                                            | 15.0                                                            | 552.4                                                           |
| Días de precipitaciones (≥ 0.1 mm)                                 | 2.6                                                             | 2.4                                                             | 1.3                                                             | 1.5                                                             | 4.0                                                             | 10.5                                                            | 15.5                                                            | 16.0                                                            | 12.5                                                            | 6.3                                                             | 2.3                                                             | 3.0                                                             | 77.9                                                            |
| Horas de sol                                                       | 237                                                             | 233                                                             | 273                                                             | 280                                                             | 299                                                             | 262                                                             | 232                                                             | 237                                                             | 209                                                             | 242                                                             | 250                                                             | 250                                                             | 3004                                                            |
| Humedad relativa (%)                                               | 51                                                              | 47                                                              | 41                                                              | 39                                                              | 43                                                              | 57                                                              | 66                                                              | 67                                                              | 68                                                              | 61                                                              | 54                                                              | 55                                                              | 54                                                              |
| Fuente n.º 1: Servicio Meteorológico Nacional (humidity 1981–2000) |                                                                 |                                                                 |                                                                 |                                                                 |                                                                 |                                                                 |                                                                 |                                                                 |                                                                 |                                                                 |                                                                 |                                                                 |                                                                 |
| Fuente n.º 2: Deutscher Wetterdienst (sun, 1961–1990)              |                                                                 |                                                                 |                                                                 |                                                                 |                                                                 |                                                                 |                                                                 |                                                                 |                                                                 |                                                                 |                                                                 |                                                                 |                                                                 |

Las temperaturas en primavera oscilan entre los 15 °C (min) y 26 (max) y 7 y 10 Cº (min) entre marzo y abril. Los primeros meses del verano alcanza hasta los 35 Cº. Mientras que, en julio y agosto, cuando las lluvias se incrementan (750 mm aprox.) la temperatura oscila entre los 13 °C (min) y los 28,5 °C (max). En otoño las temperaturas oscilan entre los 8 y 11 °C (min) y 18 y 20 °C (max). En invierno las temperaturas oscilan entre los 0 (en el 2006 se registraron -6 °C) y 18 °C (max.) Las condiciones se hacen más benévolas hasta fines de febrero. El clima frío es debido a la elevación del municipio (2300 mSNM), aunque en las partes más altas del Cerro El Papantón son constantes en los meses de diciembre y enero y se registran temperaturas de hasta -10 °C. El mes más caliente es de mayo con más de 24 °C, y el mes más frío es enero, con 12 °C. La precipitación promedio es de 608 mm por año. El mes más lluvioso es septiembre con 150 mm de lluvia, y el mes más seco es marzo, con 1 mm de lluvia.

### Hidrografía
Las principales corrientes de agua de la Localidad son Arroyo Grande y cuenta con otros más pequeños que son Las Cañadas y Arroyo Barbecho.

## Flora y fauna
Villa Insurgentes, por estar ubicado él la parte correspondiente a la Sierra Madre Occidental, este lugar representa refugio para algunas especies animales de las cuales algunas son endémicas de la zona. La fauna es característica de los bosques de coníferas en sus partes altas, y de pastizales, matorral plantas de clima seco. El Parque nacional Sierra de Órganos se encuentra a 27.59 km de villa insurgentes. 
Las especies de coníferas que se encuentran en Villa Insurgentes son diversas, de las cuales están: pino piñonero, encino. Otras especies de árboles y plantas son: palma, huizache, maguey, nopal duraznillo, nopal tapón, escobilla, orégano, manzanita, gatuño, jarilla, sotol, biznaga, guayabillo, capulín, tepozán y el cebollín.
Algunas especies de animales son propias de la fauna que compone la región, aunque hay especies endémicas. Las especies comunes que se pueden encontrar en el lugar son: El alacrán de durango, ratón de campo, víbora de cascabel, alicante, murciélagos, liebre, paloma huilota, codorniz escamosa, paloma de alas blancas, calandria, mapache, jabalí, zorra gris, conejo, coyote, tlacuache, tejón, gato montés, zorrillo, búho manchado, lagartos, arañas. libélulas, caballitos del diablo, saltamontes, grillos, mariposas, moscas, mosquitos, mantis, mariquitas. abejas, avispas, hormigas, cochinillas de humedad, y el ciempiés.

### Fauna doméstica
La fauna doméstica, o fauna sometida a domesticación, está constituida por las especies domésticas propiamente dichas, es decir, aquellas especies sometidas al dominio del hombre, que se habitúan a vivir bajo este dominio sin necesidad de estar encerradas o sujetas y que en este estado se reproducen indefinidamente, teniendo este dominio como objetivo la explotación de la capacidad de diversos animales de producir trabajo, carne, huevos, y otros productos y servicios (caballo, toros, vaca, oveja, cabra, gato, perro, gallina, cerdo, burro).

## Composición del Ejido Villa Insurgente
La componen las localidades de Ojo de Agua, Santa Rita, Salas Pérez, San José de las Corrientes, Pompeya, San Francisco de Órganos, Providencia, Agua Zarca, San Francisco de las Flores, el Álamo, San Juan de los Laureles, San José de Félix, Doroteo Arango, Alfredo V.  Bonfil. Al Ejido también pertenece Parque nacional Sierra de Órganos.

### Comunidades fundadas
Estas comunidades fueron fundadas por personas de Villa Insurgentes El Calabazal
- La Joya, Dgo
- Niño Artillero, zac
- Salas Pérez, zac
- San José de las corrientes, Dgo
- Santa Rita, zac
- Ojo de agua, zac

### Área Metropolitan
Estas son las localidades que están junta a Villa Insurgentes por lo tanto pertenecen a la misma.
| Nombre                     | Mujeres | Hombres | Total  | Descripción |
| Villa Insurgentes          | (825)   | (704)   | (1529) | Comunidad   |
| Ojo de Agua                | (229)   | (193)   | (422)  | Rural       |
| Salas Pérez                | (162)   | (114)   | (276)  | Rural       |
| Santa Rita                 | (82)    | (73)    | (155)  | Rural       |
| San José de las corrientes | (246)   | (199)   | (445)  | Rudar       |
| Ojito de Huatitapa         | (5)     | (5)     | (10)   | Rural       |
| Total de habitantes        |         |         | 2837   | Habitantes  |

### Actividades económicas
Sus actividades son:
- Agricultura,
- Ganadería,
- Comercio.

El día sábado 13 de enero del 2018 se inició el tradicional tianguis en el centro de Villa insurgentes que ha tenido muy buena aceptación por la gente tanto de la comunidad como de las comunidades arelañas. Se encuentra la venta de frutas y verduras, ropa, antojitos mexicanos, dulces, discos de música, etc. A muy buen precio y eso ayuda a la economía de la comunidad.

### Educación
En Villa Insurgentes hay 70 analfabetos cuyas edades oscilan de los 15 y más años; 16 habitantes entre 6 y 14 años no asisten a la escuela. De la población a partir de los 15 años, 72 no tienen ninguna escolaridad, 706 tienen una escolaridad incompleta. 165 tienen una escolaridad básica y 134 cuentan con una educación post-básica.
Un total de 71 habitantes, jóvenes entre 15 y 24 años de edad, han asistido a la escuela; la media de escolaridad de la población es de 6 años. Desde el año de 1980 cuenta con el jardín de niños Gabino Barreda, una escuela primaria rural con el nombre de La Corregidora, la Escuela Secundaria Técnica No. 30 Moisés Sanz y la Preparatoria/Bachillerato a distancia del Estado de Zacatecas, misma que a encuentra afiliada al sistema de bachilleratos de la Universidad Nacional Autónoma de México dentro de su modalidad a distancia.

### Salud
Centro de salud Villa Insurgentes es una clínica rural que cuenta con una doctora  general y un enfermero de paso y ofrece servicios de lunes a viernes de 8 a. m. a 2 p. m. y cuenta con farmacia.Actualmente es atendida por las Dras Gabriela Carrillo Méndez y la Dra. Sandra Valeria Zaldivar Maciel.

### Población
En la localidad hay 629 hombres y 726 mujeres. El ratio mujeres/hombres es de 2.209, y el índice de fecundidad es de 3,19 hijos por mujer. Del total de la población, el 26,35% proviene de fuera del Estado de Zacatecas. El 3,54% de la población es analfabeta (el 3,82% de los hombres y el 3,31% de las mujeres). El grado de escolaridad es del 6.46 (6.71 en hombres y 6.24 en mujeres).
El 0,00% de la población es indígena. El 0,01% de la población habla una lengua indígena y no habla español.
El 26,94% de la población mayor de 12 años está ocupada laboralmente (el 48,01% de los hombres y el 8,68% de las mujeres).

## Delegados Municipales
| Nombre                    | Cargo    | Fecha         | Color |
| Leonardo Salas Serrano    | Delegado | 2010-2013     |       |
| Ángel Pérez Ortega        | Delegado | 2013-2016     |       |
| Javier Alvarado Hernandez | Delegado | 2016 - 2018   |       |
| Simon Canales Ortiz       | Delegado | 2018-2021     |       |
| Jorge Castañeda           | Delegado | 2021-2024     |       |
| Beatriz Guerrero          | Delegada | 2024-2024     |       |
| yolanda Serrano           | Delegada | 2024-presente |       |

## Atractivos turísticos
- Parroquia San José del Calabazal
- Feria Patronal (FPVI)
- Letras de bienvenida VILLA INSURGENTE
- Semana Santa
- Santa Cruz Misionera
- Cristo Rey
- Santa Cruz Albañiles
- Plaza El Salvador
- Biblioteca Pública Humberto serrano Ibarra
- Panteón (Viejo)

## Medios de transporte
Villa Insurgentes cuenta con dos camión urbano  que pasa por las principales calles de la misma y de las comunidades de el área Del cañón Ojo de agua, Santa rita, Salas Pérez.
Ruta 1, de 7:00- 8:30 de la mañana y a la 1:30-4:30 de la tarde, de lunes a viernes y los días sábados y domingos de 8:30-9:30 de la mañana 1:30 a 2:30 de la tarde. Este autobús urbano deba a las personas de compras al vecino municipio de Vicente Guerrero y también a los estudiantes de la Preparatoria Cobaed y al Cebetis.
Ruta 2: Este autobús pasa en el horario de 6:30-7:00 
de la mañana y regresa a las 3:30 de la tarde lunes a viernes (Sólo en Villa Insurgentes) va al vecino municipio de Sombrerete. Deba estudiantes a la Preparatoria Cobaso y a los pasajeros de compras.
Taxis
Horario 7:00-7:30, 8:00-9:00, 9:30-10:30 lunes a domingo.

## Galería

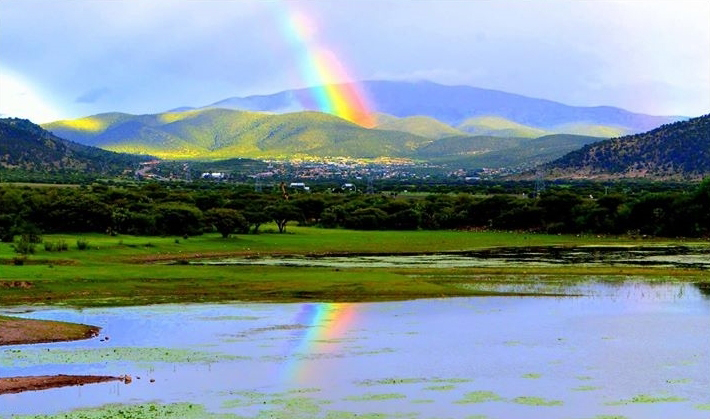
Cerro El Papantón
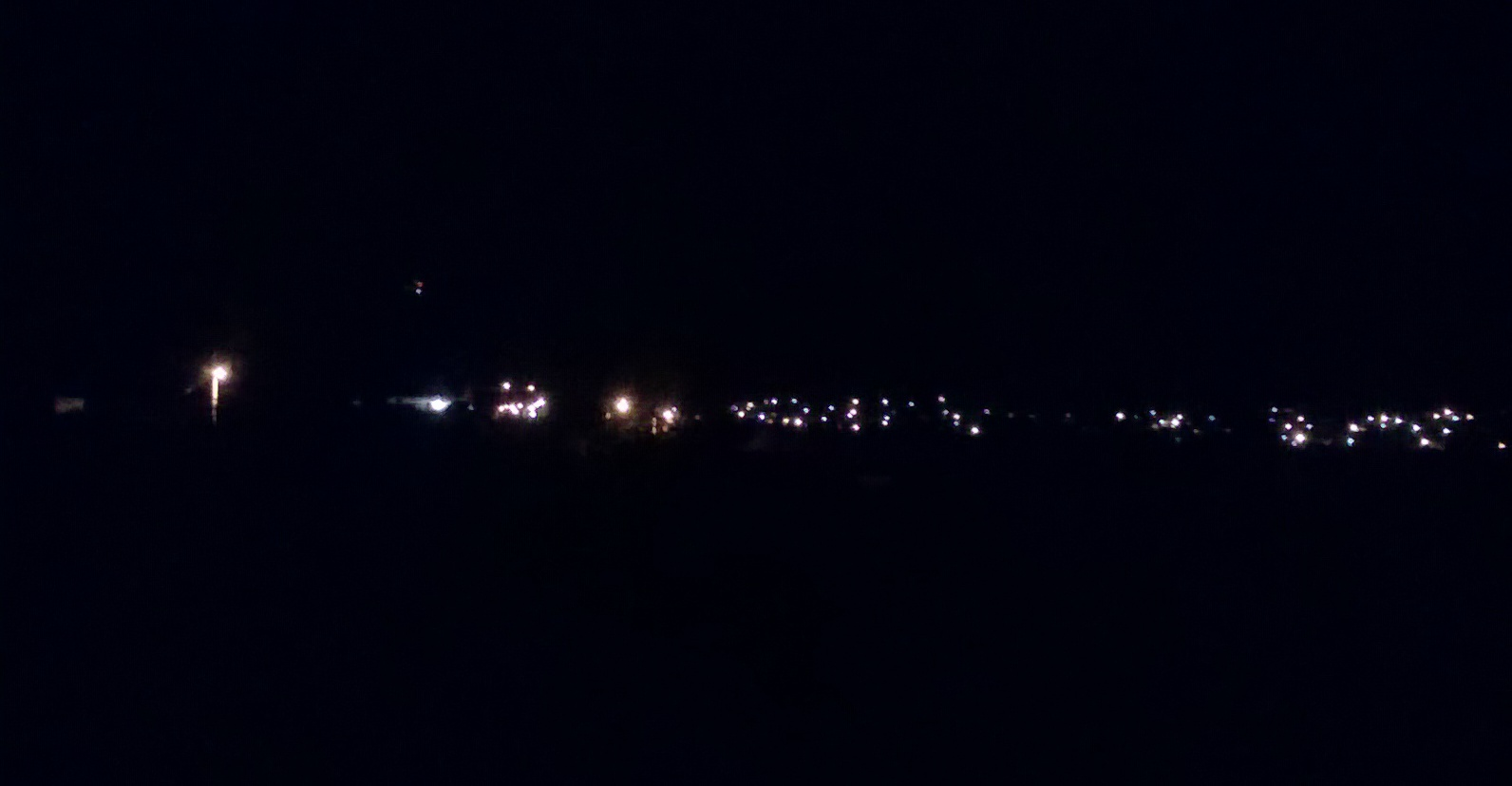
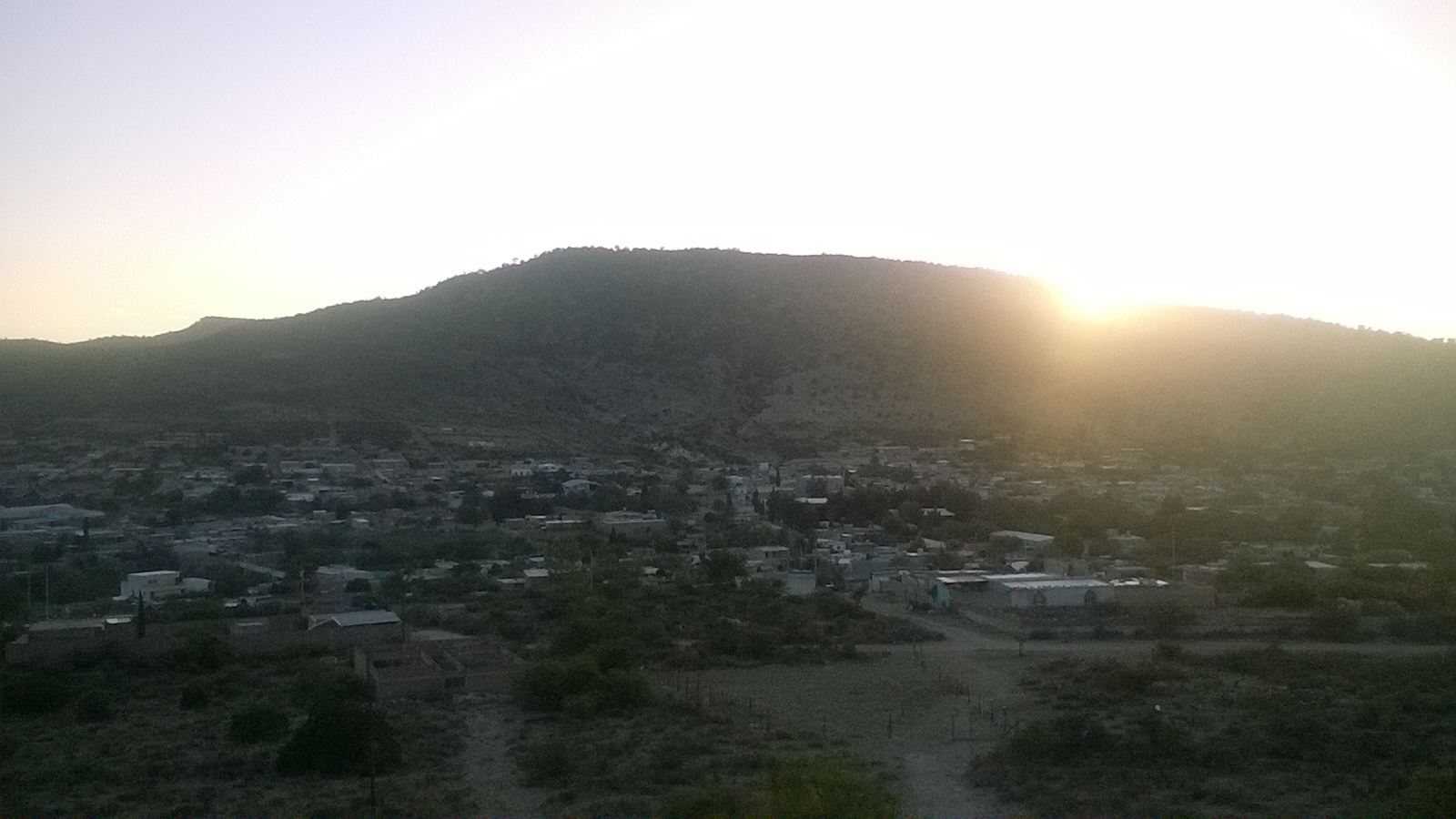
Cerro El Cristo
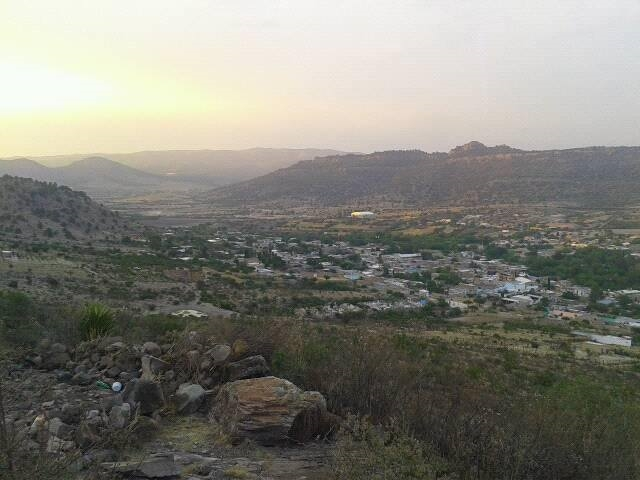
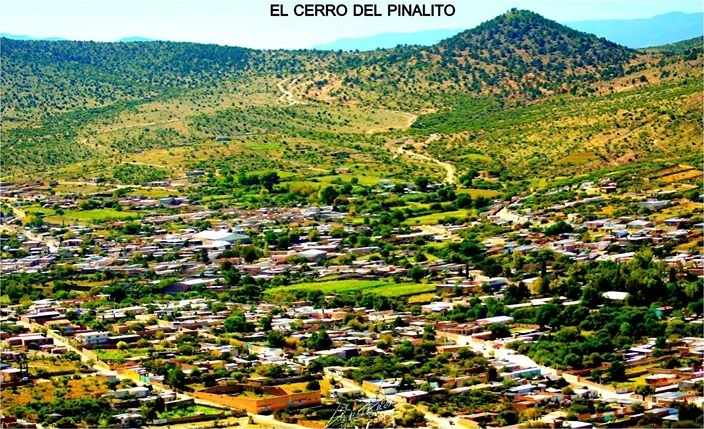
Cerro del Pinalito
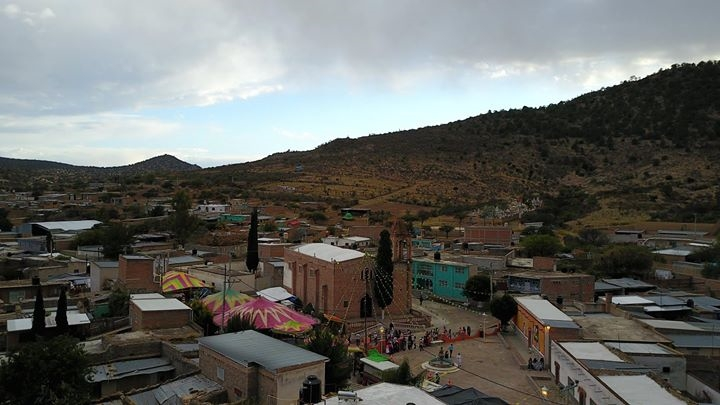
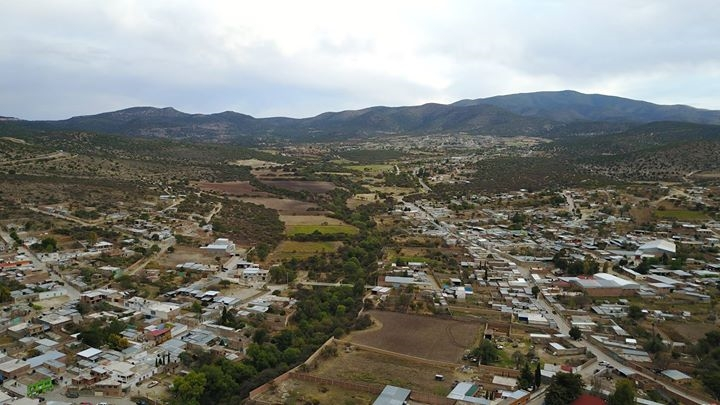
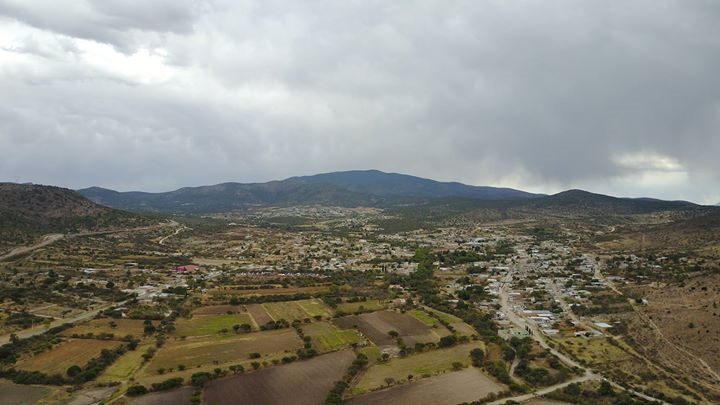
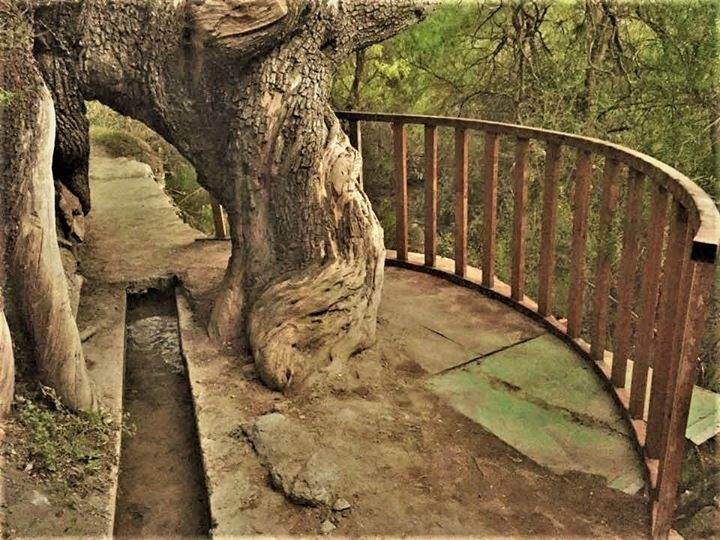
La Cequia
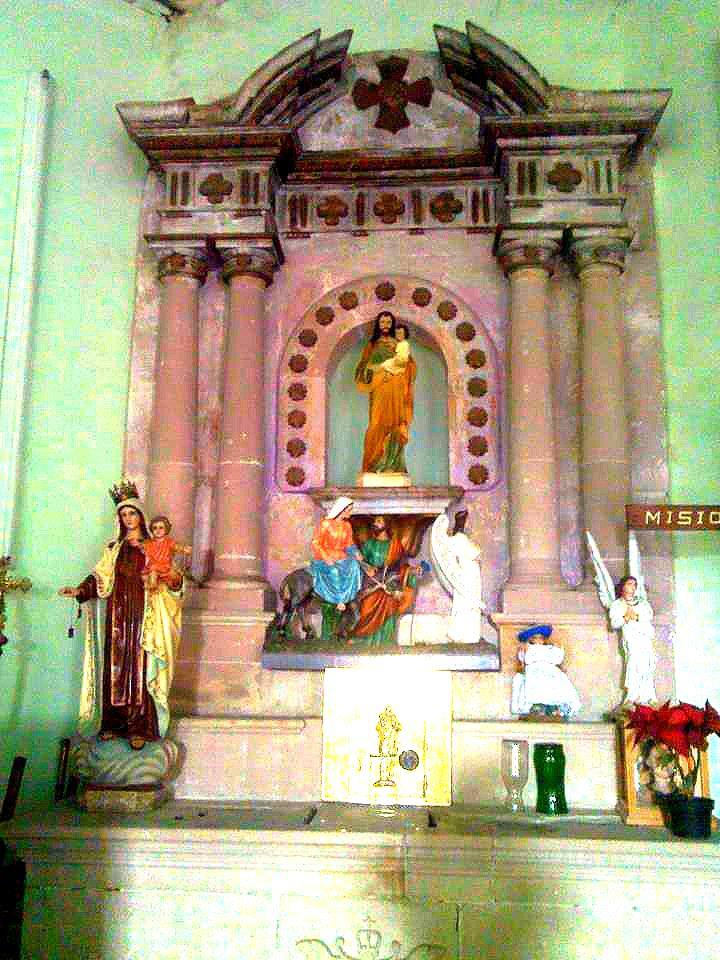
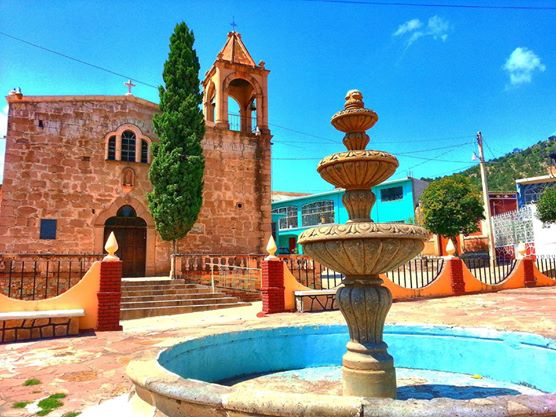
Parroquia San José
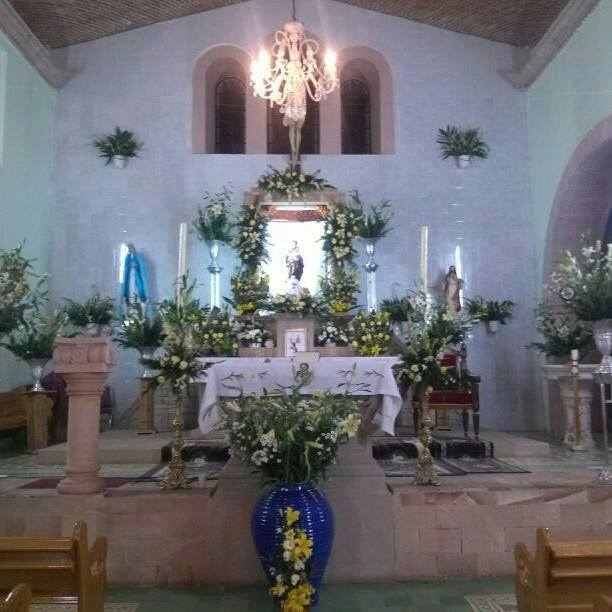
Parroquia San José
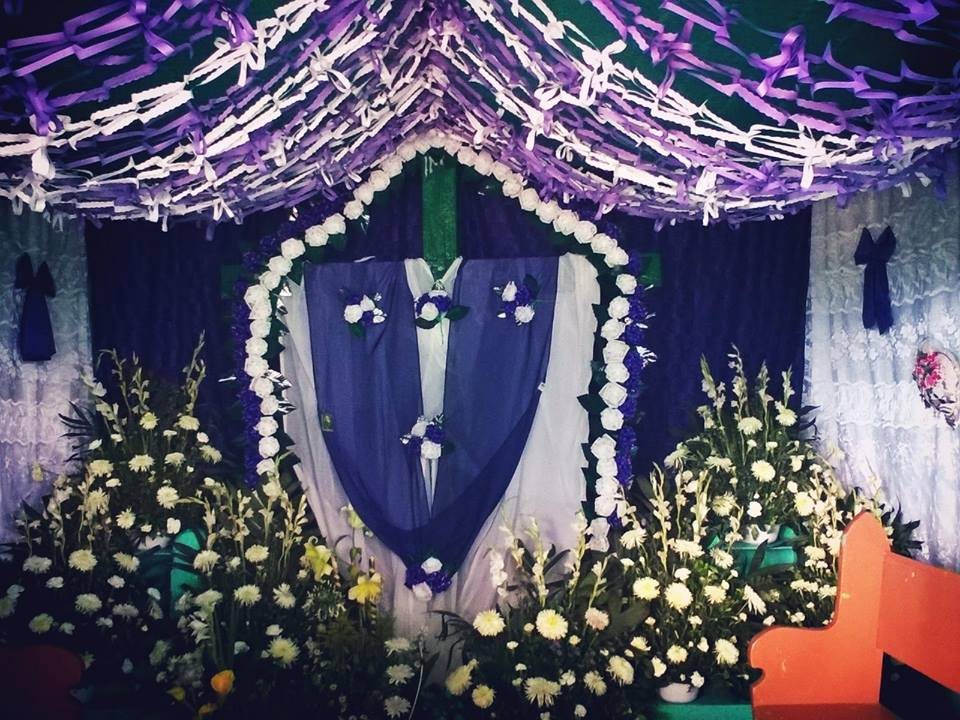
Santa Cruz Misionera
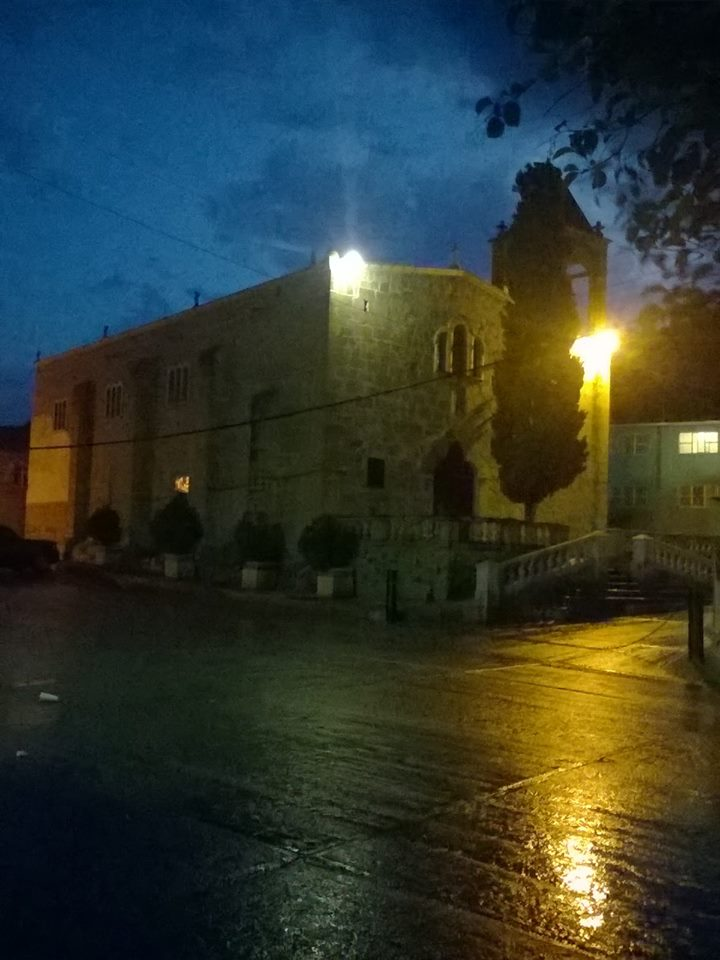
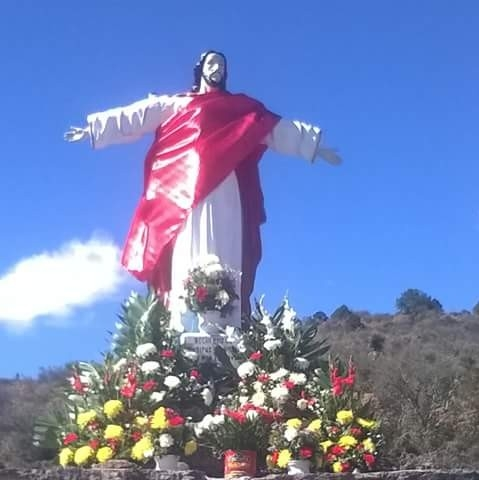
Cristo Rey
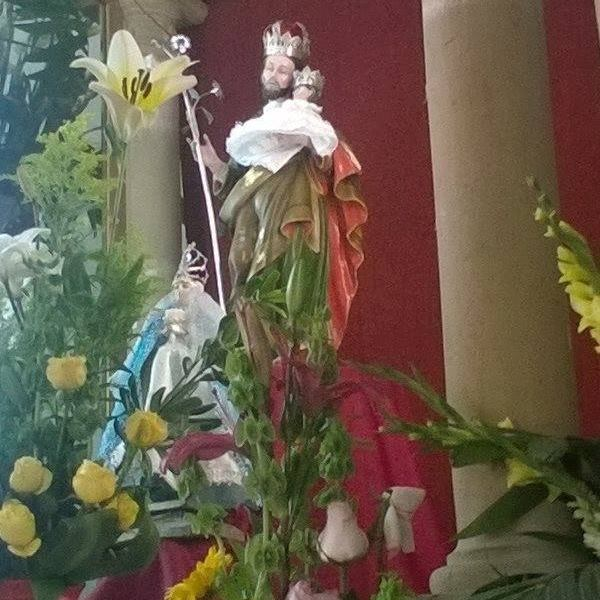
La imagen de José  tienes más de 500 años de antigüedad
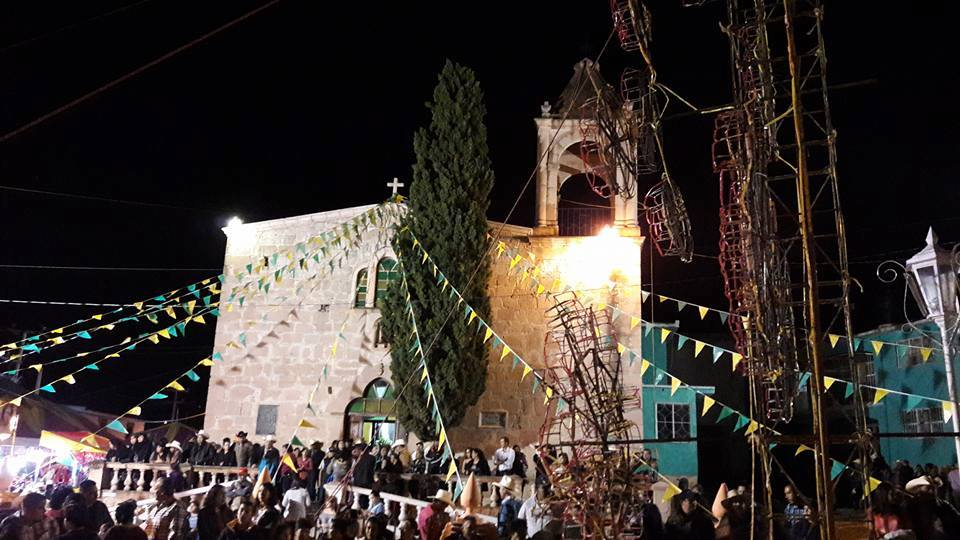
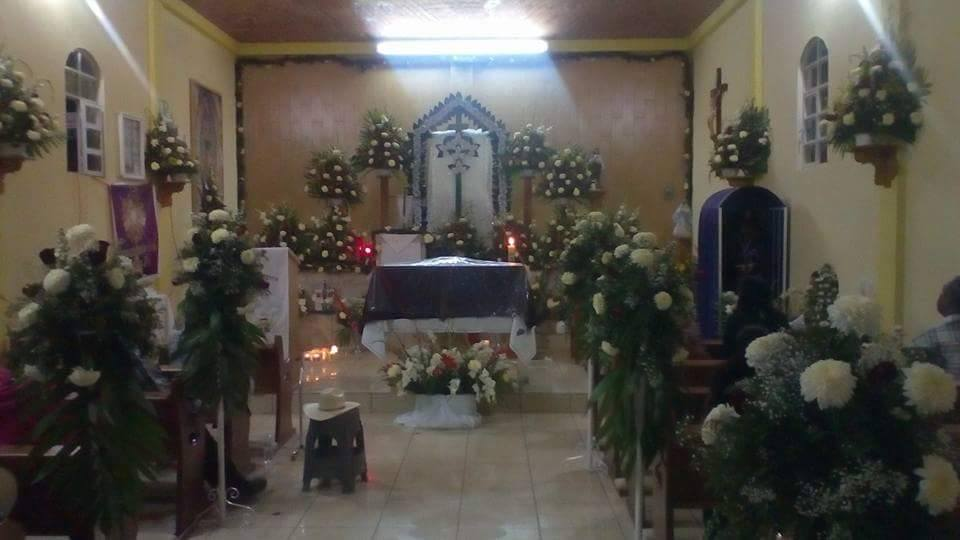
Santa Cruz
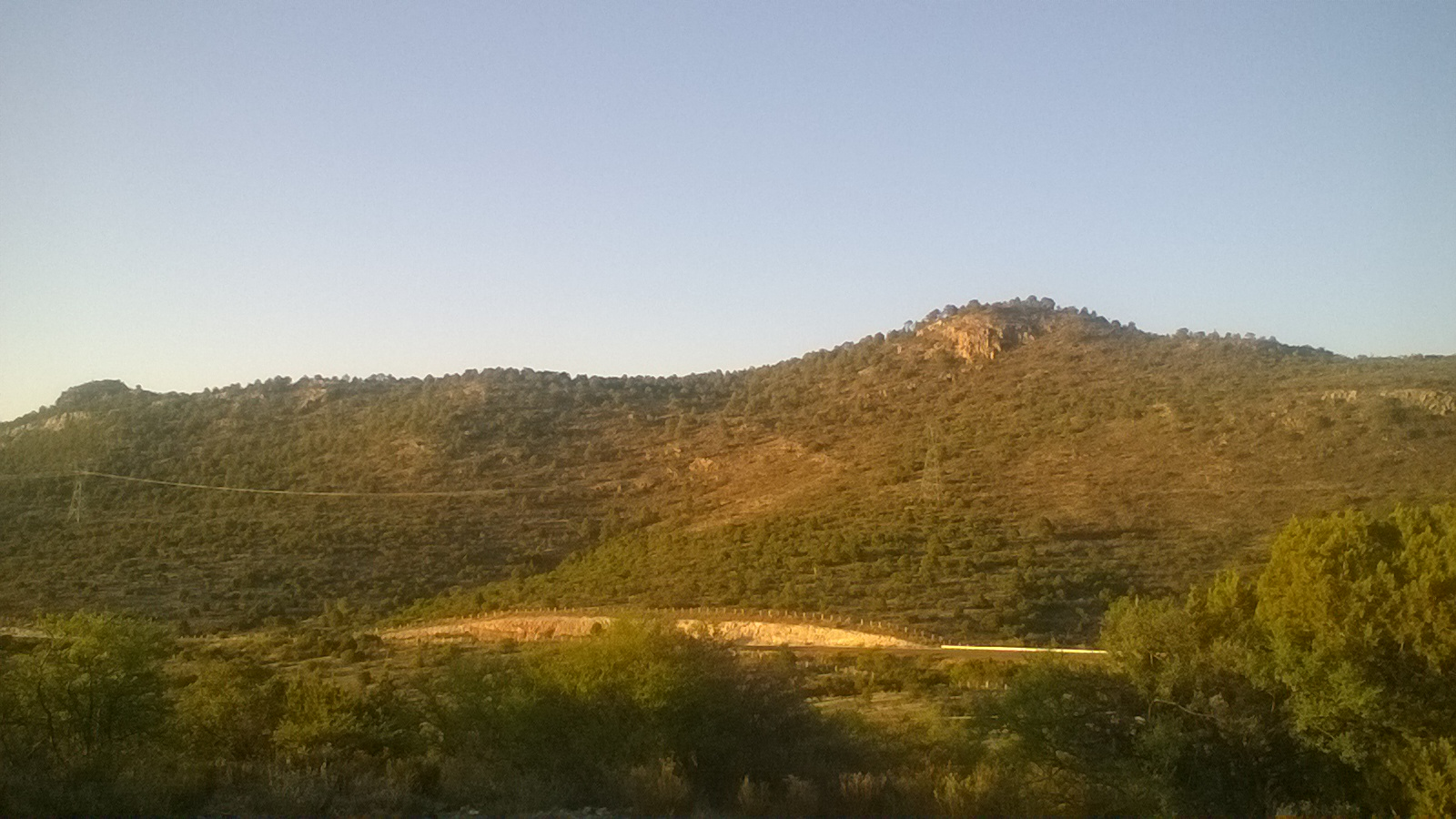
Cerro La Mesa